# Zelený poledník

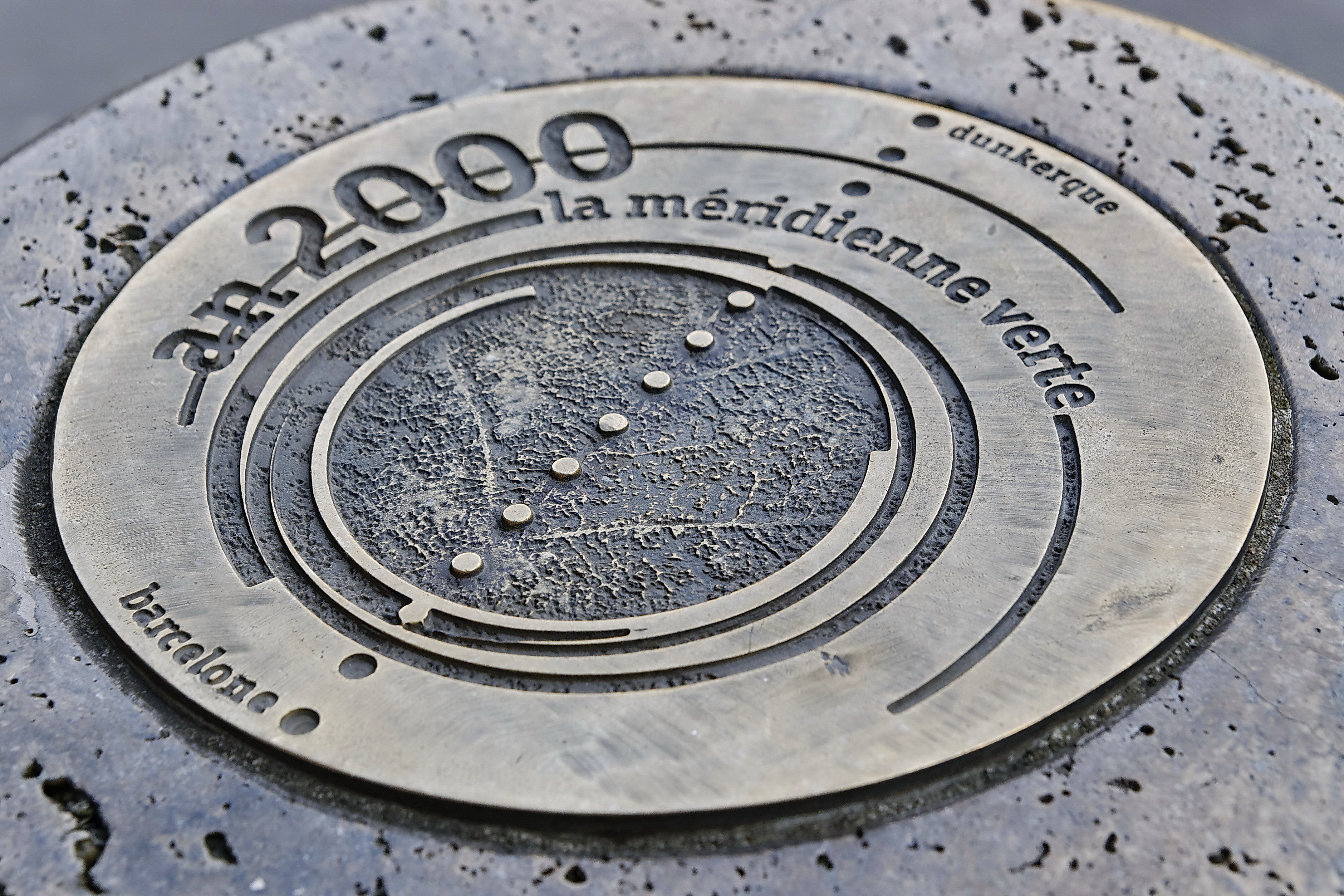
Medailon označující zelený poledník v Paříži na Rue de Rivoli

Zelený poledník (francouzsky Méridienne verte) je projekt architekta Paula Chemetova z roku 2000 ve Francii. Jedná se o zvýraznění pařížského poledníku, který prochází Francií od severu k jihu, vysazováním stromů podél celé jeho trasy. Na křížení poledníku se 45. rovnoběžkou, která se nachází ve městě Ayrens, byly vysázeny stromy podél obou kolmých linek.

## Seznam obcí
Zelený poledník protíná ve Francii 8 regionů, 20 departementů a 337 obcí. Seznam je řazen ve směru od severu k jihu:
| Region Nord-Pas-de-Calais Departement Nord Dunkerque Saint-Pol-sur-Mer Armbouts-Cappel Spycker Pitgam Drincham Eringhem Bollezeele Rubrouck Broxeele Buysscheure Noordpeene Departement Pas-de-Calais Clairmarais Arques Campagne-lès-Wardrecques Wardrecques Racquinghem Quiestède Roquetoire Mametz Aire-sur-la-Lys Witternesse Blessy Liettres Estrée-Blanche Ligny-lès-Aire Westrehem Fontaine-lès-Hermans Nédonchel Fiefs Sains-lès-Pernes Hestrus Conteville-en-Ternois Hernicourt Troisvaux Saint-Pol-sur-Ternoise Saint-Michel-sur-Ternoise Herlin-le-Sec Hautecloque Buneville Sibiville Bouret-sur-Canche Rebreuve-sur-Canche Region Pikardie Departement Somme Bouquemaison Doullens Beauval Beauquesne La Vicogne Talmas Villers-Bocage Coisy Cardonnette Allonville Rivery Amiens Camon Cagny Saint-Fuscien Boves Sains-en-Amiénois Cottenchy Estrées-sur-Noye Jumel Ailly-sur-Noye Chaussoy-Epagny La Faloise Folleville Departement Oise Paillart Le Plessier-sur-Bulles Rouvroy-les-Merles Breteuil Beauvoir Bonvillers Saint-André-Farivillers Campremy Wavignies Thieux Bucamps Le Quesnel-Aubry Nourard-le-Franc Le Mesnil-sur-Bulles Bulles Litz La Neuville-en-Hez Thury-sous-Clermont Angy Bury Balagny-sur-Thérain Cires-lès-Mello Blaincourt-lès-Précy Crouy-en-Thelle Précy-sur-Oise Boran-sur-Oise Region Île-de-France Departement Val-d'Oise Asnières-sur-Oise Noisy-sur-Oise Saint-Martin-du-Tertre Maffliers Attainville Moisselles Domont Piscop Saint-Brice-sous-Forêt Montmorency Groslay Montmagny Deuil-la-Barre Departement Seine-Saint-Denis Villetaneuse Épinay-sur-Seine L'Île-Saint-Denis Saint-Denis Saint-Ouen Departement Paříž Paříž Departement Hauts-de-Seine Villeneuve-la-Garenne Departement Val-de-Marne Gentilly Arcueil Cachan L'Haÿ-les-Roses Chevilly-Larue Fresnes Rungis Departement Essonne Wissous Morangis Savigny-sur-Orge Épinay-sur-Orge Villemoisson-sur-Orge Sainte-Geneviève-des-Bois Le Plessis-Pâté Vert-le-Grand Leudeville Saint-Vrain Itteville Cerny D'Huison-Longueville Vayres-sur-Essonne Courdimanche-sur-Essonne Maisse Gironville-sur-Essonne Prunay-sur-Essonne Champmotteux Boigneville Region Centre-Val de Loire Departement Loiret Nangeville Orveau-Bellesauve Coudray Manchecourt Ramoulu Aulnay-la-Rivière Estouy Yèvre-la-Ville Boynes Courcelles Nancray-sur-Rimarde Boiscommun Nibelle Nesploy Sury-aux-Bois Saint-Martin-d'Abbat Bouzy-la-Forêt Saint-Aignan-des-Gués Bray-en-Val Saint-Benoît-sur-Loire Sully-sur-Loire Viglain Villemurlin Cerdon Departement Cher Clémont Sainte-Montaine Ménétréol-sur-Sauldre | - Presly - Méry-ès-Bois - Allogny - Saint-Éloy-de-Gy - Saint-Doulchard - Marmagne - La Chapelle-Saint-Ursin - Bourges - Le Subdray - Trouy - Arçay - Sainte-Lunaise - Corquoy - Châteauneuf-sur-Cher - Venesmes - Crézançay-sur-Cher - Saint-Symphorien - Chambon - Morlac - Marçais - Ardenais - Le Châtelet - Reigny - Culan - Sidiailles Pokračování v tomto regionu: |